# Verkehrsgemeinschaft Stauferkreis

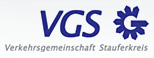
Logo der Verkehrsgemeinschaft Stauferkreis

Die Verkehrsgemeinschaft Stauferkreis (VGS) war eine Tarifgemeinschaft aller zehn verschiedenen Betreiber von Buslinien im Landkreis Göppingen. Die Federführung und Koordination oblag dem Omnibusverkehr Göppingen (welcher gleichzeitig größtes beteiligtes Verkehrsunternehmen war). Die Verkehrsgemeinschaft Stauferkreis wurde zum 1. Januar 2011 vom Filsland Mobilitätsverbund abgelöst. Die VGS wurde 1990 gegründet und ging aus der 1983 gegründeten Nahverkehrsgesellschaft Göppingen (NVG) hervor. Die an der NVG beteiligten Unternehmen hatten ab Beginn einen einheitlichen Tarif, der ab 1990 auch auf den Bereich Geislingen und somit den ganzen Landkreis Göppingen überging.

## Allgemeines
Die von der Deutschen Bahn betriebene Filstalbahn von Ebersbach über Göppingen nach Geislingen (als einzige verbliebene Bahnstrecke im Landkreis Göppingen, auf welcher heute noch regulärer Personenverkehr stattfindet) war hingegen nicht in die VGS integriert – die VGS war damit kein echter Verkehrsverbund, sondern lediglich eine Bus-Tarifgemeinschaft ohne Integration des Schienenpersonennahverkehrs. Seitdem 2007 im benachbarten Ostalbkreis der Verbundtarif OstalbMobil eingeführt wurde, war der Landkreis Göppingen das letzte Gebiet Baden-Württembergs, in welchem kein echter Verbundtarif existierte. Jedoch gab es mit dem sogenannten KombiTicket seit dem 1. April 2004 auch im Landkreis Göppingen eine beschränkte Kooperation mit der DB Regio (beim KombiTicketPlus zusätzlich zur DB Regio auch mit dem VVS), allerdings war im Rahmen dieser beiden Angebote nur Einzelfahrscheine, Rückfahrscheine und Jahreskarten erhältlich, außerdem war der Vertrieb dieser KombiTickets bzw. KombiTicketPlus sehr eingeschränkt, d. h. Fahrkarten nach diesen beiden Tarifen waren nur auf bestimmten Vertriebswegen erhältlich. Das bereits vor dem 1. April 2004 bestehende Angebot Umsteige-Sparkarte wurde in das neue Angebot KombiTicket bzw. KombiTicketPlus integriert, wurde teilweise jedoch weiterhin unter der alten Bezeichnung vermarktet.
Eine vollständige Eingliederung des Landkreises Göppingen in den VVS scheiterte in den vergangenen Jahren bereits mehrfach aus Kostengründen. Der Landkreis Göppingen war damit nach wie vor der einzige Kreis, der zwar Bestandteil der Region Stuttgart war, jedoch nicht gleichzeitig auch in den VVS-Tarif integriert war.

## Tarifzonen
Das 642,4 km² große Verkehrsgebiet der VGS (deckungsgleich mit dem Landkreis Göppingen) war in insgesamt 79 Tarifzonen eingeteilt (ohne die 13 Tarifzonen in den Übergangstarifgebieten zu benachbarten Verkehrsverbünden und ohne die 12 virtuellen Zählzonen in welchen keine Haltestellen liegen). In der Regel war eine Tarifzone deckungsgleich mit dem Gebiet einer bestimmten Gemeinde bzw. Teilgemeinde (Teilort), in Ausnahmefällen waren jedoch auch mehrere Gemeinden bzw. Teilgemeinden in einer Tarifzone zusammengefasst. Darüber hinaus liegen in Ausnahmefällen Teilgemeinden (Haltestellen) auf Tarifzonengrenzen und waren damit zwei Zonen gleichzeitig zugeordnet. Die 79 Tarifzonen im Kerngebiet der VGS (durchschnittliche Größe 8,1 km²) verteilten sich dabei wie folgt:
- 77 regulär nummerierte Tarifzonen (die Zonennummer 40 war zweimal vergeben)
- 2 sogenannte Kernzonen (Zone 10 = Stadtgebiet Göppingen; Zone 01 = Stadtgebiet Geislingen)
- 2 Tarifzonen ohne Nummerierung (Zone „Bläsiberg“ und Zone „Aussiedlerhöfe“)

Die 13 zusätzlichen Tarifzonen in den Übergangstarifgebieten zu benachbarten Verkehrsverbünden verteilten sich wie folgt (innerhalb dieser Zonen kam der Tarif des jeweiligen Nachbarverbundes zur Anwendung):
- 10 Zonen im OstalbMobil (Zonen 51, 61, 72, 73, 81, 83, 91, 92, 100 und 171)
- 2 Zonen im VVS (Zone 61 = Kirchheim unter Teck; Zone 71 = Weilheim/Teck)
- 1 Zone im DING (Zone 17 = Schalkstetten)

Die 12 zusätzlichen virtuellen Zählzonen verteilten sich wie folgt:
- 2 Zählzonen zwischen der Kernzone 01 (= Geislingen) und der Zone 18 (= Türkheim)
- 2 Zählzonen zwischen der Zone 27 (= Eybach) und der Zone 16 (= Waldhausen)
- 1 Zählzone zwischen der Kernzone 01 (= Geislingen) und der Zone 203 (= Stötten)
- 1 Zählzone zwischen der Kernzone 01 (= Geislingen) und der Zone 5 (= Oberböhringen)
- 1 Zählzone zwischen der Zone 7 (= Weiler) und der Zone 17 (= Schalkstetten)
- 1 Zählzone zwischen der Zone 26 (= Wannenhof) und der Zone 43 (= Hohenstaufen)
- 1 Zählzone zwischen der Zone 143 und der Zone 163 (= Adelberg)
- 1 Zählzone zwischen der Zone 153 (= Nassach Unterhütt) und der Zone 173 (= Baiereck)
- 1 Zählzone zwischen der Zone 46 (= Schlierbach) und der Zone 60 (= Kirchheim unter Teck)
- 1 Zählzone zwischen der Zone 35 (= Uhingen) bzw. der Zone 42 (= Ebersbach) und der Zone 153 (= Nassach Unterhütt)

## StauferKarte
Eine Besonderheit der VGS war die sogenannte StauferKarte. Hierbei handelte es sich um eine übertragbare Chipkarte, mit der Fahrgäste ihre VGS-Einzelfahrkarten (ausgenommen die Sondertarife wie zum Beispiel die Busringkarte, der Wochenendtarif und der Kombitarif Mutter-Vater-Kind) beim Busfahrer bargeldlos bezahlen konnten und dafür im Gegenzug 15 Prozent Rabatt gegenüber dem regulären Zonentarif erhielten. Die StauferKarte fungierte dabei als Guthabenkarte, die beim Busfahrer kostenlos erhältlich war, vorausgesetzt es wurden beim erstmaligen Erhalt der Karte mindestens 10 Euro aufgeladen. Auch danach mussten bei jeder weiteren Buchung stets mindestens 10 Euro auf die Karte aufgeladen werden.

## Mitglieder der VGS
Mitgliedsunternehmen waren im Oktober 2007:
- Omnibusverkehr Göppingen
- Sihler Omnibusverkehr GmbH (Geislingen)
- Regional Bus Stuttgart (RBS), RegionalCenter Göppingen
- Frank & Stöckle (Hattenhofen)
- Hildenbrand (Gruibingen)
- Merkle (Böhmenkirch)
- Omnibusverkehr Schlierbach (Schlierbach)
- Hohnecker (Schlierbach)
- Auto-Mann (Blaubeuren)
- Württembergische Eisenbahn-Gesellschaft (WEG), Betriebsstelle Rudersberg
- DB Regio Baden-Württemberg sowie die Reisezentren Göppingen und Geislingen
- Regionalverkehr Alb-Bodensee

Darüber hinaus vergaben einige der oben genannten Busunternehmen Teile der Leistungen auf ihren Linien an dritte Busunternehmen (Subunternehmer), so dass im Endeffekt mehr als diese zehn Busunternehmer Verkehrsleistungen in der VGS durchführten. Entsprechend den Standards der VGS waren auch die Fahrzeuge dieser Subunternehmer mit den entsprechenden Verkaufsgeräten der VGS ausgestattet (Fahrscheindrucker, Lesegerät für die StauferKarte).